# Тессаролло, Адриано
Адриано Тессаролло (итал. Adriano Tessarollo; род. 2 мая 1946 года, Тецце-суль-Брента, Виченца, Венеция, Италия) — итальянский религиозный деятель, епископ Римско-католической церкви, епископ Кьоджи.

## Образование
После окончания начальной школы, обучался в Малой и высшей семинариях. В 1974 году окончил Папский библейский институт.

## Церковная деятельность
6 июня 1971 года рукоположен в священники в Виченце. Работал доцентом в семинарии в Виченце. В 1985 году стал ассистентом в Совете федерации институтов св. А. Меричи. В 1988 году стал почётным каноником собора, стал деканом теологического обучения в семинарии Виченцы. В 1992 году назначен священником в Монтемеццо, а в 1998 году в Вальдимолино. С 1993 года — епископский викарий по постоянному образованию духовенства, а с 2005 года становится директором епархиального отдела по евангелизации и катехизации. С 2007 года — апостольский протонотарий «durante munere».
28 марта 2009 года назначен епископом Кьодиа, а 7 июня 2009 года рукоположен в епископы. 11 июня 2009 года вступил в должность.